# Caratteristiche tecniche della Lancia Aurelia B24
Caratteristiche tecniche delle Lancia Aurelia B24 spider e convertibili

## Le tre serie della B24
Contrariamente a quanto accaduto con le Aurelia "berlina" di cui si contano due diverse serie, l'Aurelia B24 (come del resto la "cugina" B20) non risulta essere mai stata ufficialmente classificata per "serie". La suddivisione "in serie successive" è entrata nell'uso comune quando la vettura era ormai fuori produzione.

Prescindendo dal "prototipo di pre-serie", le Aurelia B24 si possono dunque suddividere in tre serie che meccanicamente "corrispondono" alle serie quarta, quinta e sesta della coupé B20. Per completezza aggiungiamo che in virtù di questa "somiglianza" alcuni assegnano alle B24 la medesima numerazione attribuita alle B20.
Diamo di seguito l'elenco delle tre serie con i parametri distintivi più significativi.
- Prima serie (con meccanica della "quarta serie" B20) da B24-1001 a B24-1059 e da B24S-1001 a B24S-1181; prodotta dal dicembre 1954 all'ottobre 1955, spider, 2,5 litri, 118 hp (110 hp per le vetture destinate all'esportazione negli USA), paraurti "ad ala", parabrezza superpanoramico (con montanti arretrati), portiere senza maniglie.
- Seconda serie (con meccanica della "quinta serie" B20) da B24S-1182 a B24S-1331; prodotta dal luglio al dicembre 1956, convertibile-cabriolet (definita ufficialmente come Aurelia GT 2500 "America" Convertibile), 2,5 litri, 110 HP, cambio modificato, paraurti a lama unica, parabrezza a curvatura normale, portiere più ampie e munite di maniglie, profilo delle pinne di coda rialzato e più sfuggente.
- Terza serie (con meccanica della "sesta serie" B20) da B24S-1332 a B24S-1702; prodotta dal marzo 1957 alla fine del 1958, convertibile-cabriolet (definita ufficialmente come Aurelia GT 2500 Convertibile), 2,5 litri, 112 HP, solo piccole modifiche meccaniche, bagagliaio con serratura.

### Spider prima serie B24-B24S
- - Periodo di produzione: dal dicembre 1954 all'ottobre 1955
  - Modelli:
    - tipo B24, spider 2 porte, 2 posti, con guida a destra
    - tipo B24S, spider 2 porte, 2 posti, con guida a sinistra

  - Motore: tipo B24 (24 A per vetture destinate agli USA, 24 E per quelle destinate al mercato Europeo
  - Numerazione progressiva:
    - tipo B24: da 1001 a 1059
    - tipo B24S: da 1001 a 1181

  - Unità prodotte:
    - tipo B24: 59
    - tipo B24S: 181
    - totale: 240

- - Caratteristiche principali:
 motore : anteriore a 6 cilindri a V di 2451,310 cm³, potenza 118 hp a 5.000 giri (110 hp la versione per l'esportazione negli USA), valvole in testa; carrozzeria : spider 2 porte, 2 posti, scocca portante, sospensioni anteriore a ruote indipendenti, sospensioni posteriori a ruote semi-indipendenti sistema De Dion, trasmissione con trazione alle ruote posteriori, cambio a 4 rapporti più retromarcia; dimensioni e peso: passo 245 cm, lunghezza 420 cm, larghezza 155,5 cm, peso in ordine di marcia della vettura rifornita: 1120 kg circa (1050 kg a vuoto);velocità max: oltre 180 km/h (174 km/h la versione per l'esportazione negli USA).

Dopo la costruzione dell'esemplare di pre-serie (telaio con numerazione “anomala” 0001, probabilmente vettura di color beige con interni verdi, guida a destra), guidato a lungo per i viali di Torino da Gianni Lancia in persona, la produzione della versione “definitiva” inizia alla fine del mese di dicembre del 1954, tanto che nel bilancio di fine anno si conta una sola spider (la B24S-1001, beige con interni verdi, con guida a sinistra) ultimata. Per promuovere a livello internazionale la nuova vettura, la Lancia espose al Salone dell'automobile a Bruxelles nel gennaio 1955 una B24 – color grigio chiaro con interni rossi, numero telaio B24S-1002. Esistono parecchie immagini che ritraggono questa B24 a Bruxelles ed alcune mostrano la vettura con gomme fianco bianco, mentre in altre (le più numerose) le gomme appaiono scure (ovvero “normali”). Non risulta che la moda delle gomme “a fianco bianco” abbia contagiato le B24 e probabilmente l'esperimento eseguito in questa occasione non è stato più ripetuto. Rispetto alla vettura prototipo di pre-serie, la B24 “definitiva” si distingue per i paraurti (i quattro respingenti sono stati sostituiti da singolari paraurti “ad ala”), per la mascherina-scudetto leggermente modificata (i lati sono meno convergenti verso il basso), per la coda resa più snella grazie ad una fascia (all'altezza dei paraurti) leggermente prominente e per il tachimetro, la cui scala arriva ora a 180 km orari (nella pre-serie si fermava a 160 ed aveva un'ulteriore ultima tacca a livello dei 170 km/h). Le altre singolari caratteristiche del prototipo, che vengono mantenute, sono dunque le seguenti: parabrezza avvolgente (superpanoramico, ricurvo, a montanti arretrati, contornato da un profilato di ottone cromato), sezione frontale meno alta anche rispetto alla B20, portiere prive di maniglie (si aprono tramite un tirante metallico ricoperto da una guaina in similpelle posto all'interno della portiera stessa), assenza di finestratura laterale (esistono pannelli amovibili in plexiglas e con deflettore orientabile, da agganciare alla sommità delle portiere tramite due galletti ciascuno), capote in tela a struttura tubolare ripiegabile “a scomparsa” nell'apposito vano situato alle spalle dei sedili (che hanno gli schienali ribaltabili per accedervi), abitacolo posizionato al centro del passo tra un cofano motore abbondante ed una “coda” di ampie dimensioni (lunga quasi quanto il cofano), coda molto “pulita”(con pinne appena accennate che si raccordano armoniosamente con il rigonfiamento dei parafanghi posteriori), bagagliaio piuttosto ampio per il tipo di vettura (grazie al riposizionamento del serbatoio del carburante in avanti) apribile dall'interno, ruota di scorta (nonché attrezzi in dotazione e batteria) collocata in un vano (accessibile tramite coperchio ribaltabile) ricavato sotto il fondo del bagagliaio, selleria in finta pelle Resinflex (in vera pelle negli esemplari destinati agli USA e, comunque, su richiesta), volante con corona rivestita in legno (alcune fonti parlano di “finto legno”) e tre razze in alluminio, cruscotto ad andamento curvo ed avvolgente d'intonazione sportiva, plancia verniciata nello stesso colore della carrozzeria (a richiesta, nello stesso colore degli interni), strumentazione a tre quadranti circolari (con scala tachimetro fino a 180 km/h) posti a cavallo del piantone dello sterzo, comando cambio a leva centrale, piantone sterzo di lunghezza regolabile telescopicamente, due tasche portaoggetti (una per ciascuna portiera), vano “portaguanti” (aperto) sul cruscotto, leve delle luci sul cruscotto raggiungibili senza staccare le mani dal volante.
Il tettuccio rigido non è previsto tra gli accessori forniti dalla casa, ma ne risultano realizzati da Pininfarina (probabilmente di due stili diversi) e dalla carrozzeria Fontana di Bassano del Grappa. Il fissaggio alla carrozzeria dell'hardtop avviene mediante tre galletti al parabrezza e due posteriori. L'esemplare esposto a Bruxelles è munito di calotte copriruota con finti raggi di gusto assai discutibile: le vetture così equipaggiate sono poche, visto che ben presto si adottano le normali ruote a disco. Le pregevoli ruote Borrani a raggi tangenti vengono invece montate (superando serie difficoltà di calettamento) solo per iniziativa dei proprietari, qualche anno dopo.
I colori delle carrozzerie delle prime ventidue B24 spider sono questi: sette beige, nove grigie, quattro rosse, due verdi; la prima celestina (tinta destinata ad essere un “classico” della B24) reca il numero 1148 (estate 1955) e la prima nera è del 17 agosto 1955 (numero 1159).

Passando all'esame delle parti meccaniche, notiamo che il motore è sostanzialmente quello che equipaggia la coupé B20, dotato però di un particolare filtro dell'aria a doppia cartuccia ribassata per poter essere alloggiato nel cofano più basso; anche il ventilatore viene spostato più in basso (ed è azionato da una cinghia dalla puleggia dell'albero della distribuzione), mentre la pompa dell'acqua è posizionata diversamente (secondo alcune fonti, anche il radiatore dell'acqua risulterebbe lievemente modificato). Altre variazioni riguardano il serbatoio del liquido dei freni (non più accoppiato con quello dell'olio della sospensione anteriore), il serbatoio del carburante (di minor capacità - litri 58 contro 75 – e sistemato in posizione più avanzata, appena dietro ai sedili), la batteria (allocata sotto il fondo del bagagliaio invece che nel cofano motore) ed altre di minor rilevanza. Sempre rapportandoci alla coupé B20, osserviamo che le dimensioni risultano sensibilmente inferiori: il passo è accorciato di 20 cm (da cm 265 a cm 245), la lunghezza di 17 cm (da cm 437 a cm 420) mentre la larghezza è praticamente la stessa (cm 155,5 la B24, cm 155 la B20). Anche il peso, naturalmente, è inferiore (un quintale circa): il peso a vuoto è di circa 1060 kg, mentre quello in ordine di marcia (vettura rifornita) è di circa 1120 kg (1220 la contemporanea B20). Poiché il peso massimo ammesso è di 1270 kg, ipotizzando una vettura parzialmente rifornita, ricaviamo una portata effettiva di circa 170-180 kg, corrispondenti a due persone ed un bagaglio di peso compreso tra i 30 ed i 50 kg. 

Nella versione venduta in Europa, il motore della B24 (contrassegnato dalla sigla “E”, che evidentemente sta per “Europa”, e quindi marcato B24 E) eroga la stessa potenza di quello montato sul coupé, ovvero 118 hp a 5000 giri al minuto (il numero massimo di giri raggiungibilie è comunque di 5300 al minuto), mentre i motori montati sulle B24 destinate a varcare l'oceano (contrassegnati dalla sigla “A” e quindi marcati B24 A) raggiungono soltanto i 110 hp ad un regime vicino ai 5000 giri al minuto, e con la differenza che qui il regime massimo raggiungibile si ferma a 5100 giri al minuto. La inferiore potenza dipende da una diversa fasatura della distribuzione. Anche le prestazioni velocistiche della B24 sono simili a quelle della coupé B20, anche se la spider risulta lievemente più brillante in accelerazione per via del minor peso, ma un poco inferiore in velocità pura (specialmente marciando a vettura scoperta) a causa dell'effetto aerodinamico. Per la B24 spider, il dato ufficiale della Lancia (che, rammentiamo, indica in 185 km/orari la velocità massima raggiungibile con la B20-quarta serie coupé del 1954/55) è comunque di “oltre 180” Km/orari, valore che scende a 174 km/orari (108 miglia/orarie) nella versione per il mercato USA.

A parte il prototipo (che aveva la guida a destra) la B24 spider viene costruita normalmente con guida a sinistra, mentre quella a destra viene fornita “a richiesta” (per la cronaca, la prima B24 con guida a destra viene costruita nel marzo del '55, l'ultima alla fine di agosto dello stesso anno, mentre per le guida a sinistra le date sono rispettivamente la fine del dicembre 1954 e l'ottobre del 1955).

L'ultima B24 spider lascia la fabbrica nell'ottobre del 1955: in totale, non conteggiando il prototipo, ne sono state costruite 240 (di cui soltanto 59 con guida a destra).

Benché questa prima serie di B24 non abbia la denominazione di “America” (appellativo che le verrà invece attribuito nel 1956 con l'uscita della seconda serie, detta anche tipo convertibile), la particolare destinazione al mercato nordamericano è sottolineata dal fatto che per le vetture “USA” è previsto, come s'è già detto, un motore un poco depotenziato ed il montaggio di una barra orizzontale tra i paracolpi angolati del paraurti anteriore.

Non esistono dati certi riguardanti la quantità di B24 spider che sono state effettivamente vendute negli Stati Uniti: si può tuttavia stimare che la quantità di vetture piazzate oltreoceano sia compresa tra le 50 e le 100 unità.
| Caratteristiche tecniche Lancia Aurelia spider prima serie - mod. B24-B24S | |
| Motore                                                                     | tipo "B24 E"(per il mercato Europeo) o “B24 A” (per il mercato USA); anteriore, longitudinale, monoblocco; blocco motore in lega leggera, canne cilindri in ghisa (riportate), pistoni in lega d'alluminio a testa piatta; testate in lega d'alluminio con sedi delle valvole in ghisa riportate; camere di scoppio emisferiche; albero motore molto corto (forato internamente per la lubrificazione) in acciaio speciale, temprato, contrappesato e ruotante su 4 supporti; bielle in acciaio bonificato con boccole perno stantuffo in bronzo; supporti di banco e di biella a guscio sottile in acciaio con riporto in rame-piombo-indio; volano motore in acciaio; motore fissato alla scocca mediante sospensione elastica per 4 punti; peso del motore (senza acqua e senza olio, ma completo di dinamo e motorino di avviamento) kg 150. |
| Numero e posizione cilindri                                                | 6 cilindri a V (60°). |
| Cilindrata                                                                 | cmc 2451,31 (alesaggio mm 78,00 - corsa mm 85,50). |
| Distribuzione                                                              | albero a camme centrale (posto cioè nell'angolo formato dalle due file di cilindri) mosso da una catena doppia, a rulli (mantenuta in tensione da un tenditore idraulico automatico); valvole in testa, inclinate (con angolo di 85° tra loro) azionate da aste, bilancieri e punterie; messa in fase della distribuzione: a) versione “Europa”: aspirazione: inizio apertura 31° prima del P.M.S. (Punto Morto Superiore), fine chiusura 81° dopo il P.M.I. (Punto Morto Inferiore): scarico: inizio apertura: 67° prima del P.M.I., fine chiusura: 25° dopo il P.M.S.; versione “America”: aspirazione: inizio apertura 25° prima del P.M.S. (Punto Morto Superiore), chiusura 63° dopo il P.M.I. (Punto Morto Inferiore): scarico: inizio apertura 45° prima del P.M.I., fine chiusura 11° dopo il P.M.S.; gioco valvole: aspirazione mm 0,25-0,30, scarico mm 0,35-0,40. |
| Rapporto di compressione                                                   | 8,00:1 circa. |
| Potenza max                                                                | 118 hp a 5.000 giri/minuto nella versione “Europa” e 110 hp a circa 5000 giri/minuto nella versione “America”; il regime massimo ammesso è di 5.300 giri/minuto nel caso della versione “Europa” e 5.100 giri/minuto nel caso della versione “America”. |
| Coppia massima                                                             | 18,5 kgm, tra i 3.000 ed i 4.000 giri/minuto. |
| Lubrificazione                                                             | forzata, con pompa ad ingranaggi (azionata da un alberino verticale calettato sul retro dell'albero a camme) e valvola limitatrice della pressione; filtro “a cartuccia” Carello tipo FRAM sul lato sinistro del motore; capacità circuito circa litri 5; manometro pressione olio sul quadro strumentazione (la lancetta deve raggiungere il settore centrale con vettura a 65 km/h in quarta velocità). |
| Raffreddamento                                                             | ad acqua, a circolazione forzata con pompa centrifuga, radiatore del tipo a tubetti-lamelle, ventilatore ausiliario (a sei pale aventi un diametro di cm 32) azionato da una cinghia dalla puleggia dell'albero della distribuzione; l'impianto è regolato da due termostati, uno posto sulla tubazione (che ha il compito di non lasciar circolare l'acqua sino a quando non abbia raggiunto una certa temperatura) e l'altro posizionato sul radiatore (per comandare la persiana regolatrice, che si apre quando la temperatura dell'acqua sorpassa un determinato valore); capacità circuito (radiatore e motore) litri 10,5. |
| Accensione                                                                 | a spinterogeno; bobina Marelli B5; distributore d'accensione Marelli S53C (anticipo fisso 13°/14°, con 5° in più od in meno per esigenze speciali; anticipo automatico 22° in più dell'anticipo fisso); ordine d'accensione: 1-4-3-6-5-2; candele “estive” Marelli CW 240 B oppure Beru 240/14/3 oppure Champion NA 10; candele “invernali” Marelli CW 240 B oppure Beru 225/14/3 oppure Champion NA 8; sedi candele del diametro di mm 14,00 e passo di mm 1,25; apertura punta candele mm 0,50-0,60; apertura contatti distributore mm 0,30-0,40. |
| Alimentazione                                                              | un carburatore tipo Weber 40 DCZ 5 doppio corpo invertito munito di dispositivo d'avviamento (starter); spia starter inserita nella strumentazione; pompa meccanica a membrana posta sul lato destro del motore; filtri combustibile: nel serbatoio, nella pompa di mandata, nell'entrata del carburatore e, a bicchiere, sulla pompa di mandata; filtro aria silenziatore, a secco, posto sopra il carburatore; dati di regolazione del carburatore: diffusori mm 26, getti principali mm 1,40 (1,20 secondo alcune fonti), getti del minimo 0,55, freno aria mm 1,60, getto pompa di accelerazione mm 0,80. |
| Impianto elettrico                                                         | a 12 Volt, batteria 50 Ah, dinamo da 200 Watt (Marelli DN22C-200/12/1700D con regolatore staccato IR 15 A-200/12); spia dinamo inserita nella strumentazione; luci di posizione con lampade a doppio filamento 12V-3/20 W; proiettori con lampade a doppio filamento 12V-45/40 W survoltate; fanalini posteriori con lampade a doppio filamento 12V-3/20 W; illuminazione targa con lampade 12V-5 W UNI 1991; illuminazione quadro apparecchi con lampade 12V-2,5 W (con possibilità di regolazione dell'intensità luminosa); illuminazione interna vettura con lampade 12V-5 W UNI 1991; segnalatori di direzione anteriori e posteriori con lampade 12V-3/20 W; illuminazione interno baule-bagagliaio: con le stesse luci di illuminazione targa.; illuminazione interno cofano con lampada 12V-5 W UNI 1991; tutte le spie inserite nella strumentazione sono con lampade 12V-2,5 W. |
| Trasmissione                                                               | trazione sulle ruote posteriori; frizione, cambio e differenziale in gruppo unico, ancorato alla scocca e disposto al retrotreno (allo scopo di aumentare il peso gravante sulle ruote posteriori, diminuire quello gravante sulle ruote anteriori e migliorare l'abitabilità eliminando la protuberanza per il cambio tra gli occupanti del sedile anteriore). L'albero di trasmissione è in due tronchi, con supporto centrale elastico e tre giunti (due alle estremità ed uno centrale, a stella; ciascun giunto, di semplice costruzione, è costituito da due cerchi metallici – uno fissato alla parte condotta e l'altro a quella conduttrice della trasmissione – ciascuno dei quali è dotato di quattro lamine radiali: tra questi settori radiali è inserito un ampio cuscinetto in gomma che ammortizza ogni strappo torsionale). |
| Frizione                                                                   | frizione in blocco unico con cambio e differenziale (blocco unico disposto al retrotreno, come indicato alla voce “trasmissione”) monodisco a secco con molle spingidisco doppie e coassiali disposte anularmente; comando meccanico mediante tirante con estremità filettate e dado ad alette (posto sulla estremità posteriore del tirante di comando) per la regolazione del gioco; superficie di attrito cm² 175x2; carico sui dischi circa 420 kg; corsa a vuoto del pedale mm 15-20. |
| Cambio                                                                     | cambio in blocco con frizione e differenziale (blocco unico disposto al retrotreno, come indicato alla voce “trasmissione”) a 4 rapporti + retromarcia; scatola del cambio in lega leggera; cambio del tipo “a rinvio semplice” ovvero con albero primario inferiore e contralbero superiore; ingranaggi della retromarcia e della prima marcia a denti dritti, tutti gli altri a denti inclinati e sempre in presa; l'albero primario è sopportato anteriormente da cuscinetti a sfera e posteriormente da cuscinetto a duplice fila di sfere mentre il contralbero ha un cuscinetto a sfere anteriormente e un duplice cuscinetto reggispinta assiale a doppia fila di rulli conici posteriormente; II, III e IV marcia sincronizzate; rapporti: prima denti 40/14, rapporto 2,86; seconda (35/19) rapporto 1,84; terza (30/24) 1,25; quarta (24/28) 0,86; per la retromarcia il rapporto è 3,61:1; leva di comando, centrale, al pavimento (a cloche) |
| Rapporto al ponte                                                          | rapporto finale di riduzione, con coppia conica a dentatura elicoidale (non ipoide) Gleason 11/47 (4,273:1) ; in ogni caso, sulle Aurelia in genere possono essere montati rapporti con questi valori di riduzione: 4,222:1 (9/38) o 4,273:1 (11/47) o 4,375:1 (8/35) o 4,444:1 (9/40) o 4,454:1 (11/49) o 4,700:1 (10/47) o 4,889:1 (9/44) o 4,900:1 (10/49) o 5,222 (9/47). |
| Scocca                                                                     | monoscocca a cassa portante in lamiera d'acciaio. |
| Sospensioni ant.                                                           | a ruote indipendenti, assale forgiato a trave rigida con sezione a doppio "T; foderi telescopici a cannocchiale (sistema Lancia) con molle ad elica cilindriche ed ammortizzatori idraulici telescopici interni alle molle (regolabili tramite manette posizionate sulle sommità delle sospensioni); dati assale anteriore; a) inclinazione asse fuso a snodo 1°7'- b) inclinazione ruote (camber) 1°51' – c) incidenza: -1° (negativa) – d) convergenza: mm 0-2 (misurata sul cerchio delle ruote). |
| Sospensioni post.                                                          | a ruote semi-indipendenti (schema De-Dion) ; assale rigido ancorato alla struttura mediante due balestre longitudinali per la reazione agli scuotimenti assiali e mediante barra trasversale Panhard incernierata agli estremi per la reazione agli scuotimenti trasversali; semiassi oscillanti; ammortizzatori idraulici telescopici tipo SABIF (non regolabili). |
| Impianto frenante                                                          | freni d'esercizio (SABIF), a pedale, idraulici ed agenti sulle 4 ruote, con ceppi ad espansione; freno di stazionamento, a mano, meccanico ed agente sui tamburi delle ruote posteriori; i freni anteriori sono montati normalmente sulle ruote, quelli posteriori sono montati all'uscita dal gruppo frizione-cambio-differenziale; diametro dei tamburi anteriori cm 30, posteriori cm 28; superficie totale frenante 1.600 cm2; ceppi con alettature di raffreddamento; la impugnatura del comando del freno a mano è posizionata sotto il cruscotto; serbatoio freni idraulici posto nel cofano motore, sulla sinistra del radiatore, munito di pompa di pressione costante e tappo di introduzione con astina di livello; corsa massima di frenata: a) pedale a ¾ della corsa, b) freno a mano 4-5 denti. |
| Sterzo                                                                     | sterzo a vite senza fine e ruota elicoidale; snodi a sfere sul tirante di comando, boccole elastiche sul tirante di accoppiamento; rapporto tra vite e ruota 4/49 (12,25:1); la posizione di guida è a sinistra oppure a destra, secondo richiesta (le vetture destinate agli USA pare avessero tutte la guida a sinistra); volante con corona di metallo rivestito in legno (alcune fonti parlano di “finto legno”) e tre razze in alluminio; diametro del volante cm 42; la posizione del volante è regolabile ed ha un manicotto di bloccaggio (il volante può essere spostato 3 cm avanti e 3 cm indietro rispetto alla posizione normale di montaggio); giri volante per sterzata completa (da tutto a destra a tutto a sinistra) 3 giri e ¾; diametro di sterzata m 10,00. |
| Ruote                                                                      | a disco, in lamiera stampata, con cerchio da 165 x 400; alcuni tra i primi esemplari montano un copriruota a finti raggi; le ruote a raggi tangenti “originali” Borrani vengono montate, successivamente, a cura di alcuni proprietari (che devono peraltro superare serie difficoltà di calettamento) |
| Pneumatici                                                                 | misure 165x400; Michelin “X” oppure Pirelli “Cinturato”; 165x400 “Tubeless” Firestone a richiesta (specie per il mercato USA); pressioni gonfiaggio tra1,8 e 1,9 kg/cm² nel caso delle Michelin “X”, tra 1,6 e 1,7 kg/cm² nel caso delle Firestone |
| Passo                                                                      | cm 245,0. |
| Altezza minima da terra                                                    | cm 15,0 (con vettura carica). |
| Carreggiate anter-poster                                                   | cm 128,0 (qualche fonte indica cm 129,0) anteriormente -cm 130,0 posteriormente. |
| Lunghezza x larghezza x altezza                                            | vettura (spider) cm 420,0 x cm 155,5 x cm 130,0 circa (con capote); cm 124,0 circa, senza capote |
| Carrozzeria, arredamenti ed accessori                                      | carrozzeria: spider 2 porte; 2 posti; parabrezza avvolgente (superpanoramico, ricurvo, a montanti arretrati, contornato da un profilato di ottone cromato); assenza di finestratura laterale (esistono pannelli amovibili in plexiglas e con deflettore orientabile, da agganciare alla sommità delle portiere tramite due galletti ciascuno); capote in tela a struttura tubolare ripiegabile “a scomparsa” nell'apposito vano situato alle spalle dei sedili (che hanno gli schienali ribaltabili per accedervi); assenza di maniglie alle porte (apertura tramite tirante costituito da una fune metallica, ricoperta da guaina in similpelle, posta all'interno della porta stessa); selleria in finta pelle Resinflex (in vera pelle negli esemplari destinati agli USA e, comunque, su richiesta); volante con corona metallica rivestita di legno (alcune fonti parlano di “finto legno”) e tra razze in alluminio, con pulsante centrale per azionamento avvisatore elettroacustico; cruscotto ad andamento curvo ed avvolgente d'intonazione sportiva; plancia verniciata nello stesso colore della carrozzeria (a richiesta, nello stesso colore degli interni). sedili: sedili anteriori scorrevoli, con schienali ribaltabili per l'accesso al piccolo vano retrostante nel quale rientra, ripiegata, la capote; nessun sedile posteriormente. vano motore: illuminato (automaticamente, con l'apertura del cofano e chiave in prima o seconda posizione). bagagliaio: apertura vano bagagli dall'interno vettura (comando posto dietro lo schienale del sedile destro); il bagagliaio contiene la ruota di scorta (accessibile alzando il coperchio dell'apposito vano e posizionata orizzontalmente), gli attrezzi in dotazione e la batteria. comandi al volante: nessuno. comandi a pedale: freno, frizione ed acceleratore (quest'ultimo del tipo a suola). comandi sotto al cruscotto (elencati in base alla loro disposizione, da sinistra a destra, per vetture con guida a sinistra) : leva sbloccaggio cofano motore, azzeratore contachilometri parziale, aereatore sinistro, luci interne, starter, acceleratore a mano, regolatore del riscaldatore, leva freno a mano, aereatore destro. comandi al cruscotto (elencati in base alla loro disposizione, da sinistra a destra, per vetture con guida a sinistra) : luci proiettori e regolazione intensità luce strumentazione, leva commutatore luci, indicatori di direzione, tergicristallo, servizi ed accensione (ed avviamento) motore (interruttore a chiave), accendisigari. comandi sul pavimento: leva comando cambio, leva rubinetto riserva carburante. strumentazione: riunita in tre strumenti circolari (di dimensioni disomogenee) posti a cavallo del piantone dello sterzo; l'elencazione è riferita a vetture con guida a sinistra; il quadrante di sinistra include: manometro pressione olio, indicatore livello carburante, spia starter (o freno a mano) inserito, spia luci città; il quadrante centrale (di maggiori dimensioni) include: tachimetro da 0 a 180 km/h (con numeri ogni 20 km/h), contachilometri totalizzatore, contachilometri giornaliero azzerabile, la spia dinamo e le due spie per gli indicatori di direzione sinistro e destro; il quadrante di destra include: contagiri (con indicazioni da moltiplicarsi per 100) da 0 a 60 (0-6000 giri), con numeri ogni 10 (1000 giri) accessori: specchio retrovisore orientabile e registrabile, sede per alloggiamento dell'eventuale autoradio, piccolo vano “portaguanti” al cruscotto (privo di chiusura), apparecchi per riscaldamento (e sbrinamento parabrezza) e ventilazione abitacolo, tergicristallo (due racchette) con arresto automatico in posizione abbassata. gamma colori (indicativa): beige, grigio chiaro, verde, azzurro (celestino), rosso; da aggiungere, forse, il nero (ottenibile probabilmente su richiesta). |
| Peso a vuoto                                                               | in ordine di marcia e con una ruota di scorta, kg 1.060 circa; in ordine di marcia, completamente rifornita, kg 1.120 circa; peso massimo ammesso, kg 1270 circa |
| Serbatoio carburante                                                       | capacità litri 58, di cui circa 8di riserva; indicatore livello sul quadro porta-apparecchi del cruscotto; rubinetto riserva (posto sul pavimento, in prossimità del sedile sinistro) a due posizioni (a sinistra= riserva esclusa; a destra=riserva inserita); non è prevista alcuna “spia” riserva carburante. |
| Velocità massima                                                           | versione “Europa”: oltre 180 km/h in quarta marcia, velocità massime (Km/h) nelle varie marce: I=53; II=85; III=125; Retromarcia=42; versione “America”: 174 km/h in quarta marcia, velocità massime (Km/h) nelle varie marce: I=51; II=82; III=120; Retromarcia=40 |
| Pendenze massime superabili                                                | a pieno carico: in prima marcia=50%; in II=29%; in III= 17%; in IV=10%. ; in retromarcia 60%. |
| Consumo                                                                    | calcolato secondo le norme CUNA (in quarta marcia, in piano, ad una velocità costante pari ai 2/3 di quella massima, cioè, nella fattispecie, a circa 120 km/orari): litri 12,7 di supercarburante ogni 100 km (7,87 km/litro). |
| Tassa di circolazione                                                      | Potenza fiscale in Italia CV 26; bollo di circolazione annuo: Nel 1955=Lire 91.800 Nel 1956/58=Lire 87.486. |
| Prezzo in Italia                                                           | Nel 1955: Lire 2.822.000 (prezzo di listino, escluse imposte – nella fattispecie I.G.E. ovvero Imposta Generale sulle Entrate – e spese varie d'immatricolazione). |
| Prezzo in Svizzera                                                         | Nel marzo 1955: Franchi Svizzeri 29.500. |
| Prezzo negli Stati Uniti                                                   | Nel 1955: Dollari 5.475 |

### Convertibile "America" seconda serie B24S
- - Periodo di produzione: dal luglio 1956 al dicembre 1956
  - Modelli:
    - tipo B24S, convertibile “America”, 2 porte, 2 posti, con guida a sinistra

  - Motore: tipo B24
  - Numerazione progressiva:
    - tipo B24S: da 1182 a 1331

  - Unità prodotte:
    - tipo B24S: 150
    - totale: 150

- - Caratteristiche principali:
 motore : anteriore a 6 cilindri a V di 2451,31 cm³, potenza 110 HP, valvole in testa; carrozzeria : convertibile-cabriolet 2 porte, 2 posti, scocca portante, sospensioni anteriore a ruote indipendenti, sospensioni posteriori a ruote semi-indipendenti sistema De Dion,trasmissione con trazione alle ruote posteriori, cambio a 4 rapporti+retromarcia;dimensioni e peso: passo cm 245, lunghezza cm 423, larghezza cm 155,5, peso in ordine di marcia, rifornita, kg 1.250 circa;velocità max: 172 km/h

Con l'uscita di scena della famiglia Lancia e l'ingresso della nuova proprietà (Pesenti), la versione “aperta” della Granturismo Lancia subisce (come accade anche per la “cugina” B20 coupé) una trasformazione che, se da un lato la rende assai meno “originale” e sportiva, dall'altro elimina parecchie delle scomodità e manchevolezze imputate alla precedente versione spider, la cui produzione si arresta nell'ottobre del 1955.
 A seguito delle traversie della Casa, la nuova versione della B24 - una cabriolet definita dalla Lancia come “convertibile” - esce solo sei mesi dopo e debutta al Salone di Torino che si apre il 21 aprile del 1956, mentre la produzione si avvia effettivamente nel successivo mese di luglio. Oltre alle modifiche meccaniche che interessano anche la B20 e che sacrificano qualche cavallo di potenza e qualche chilometro orario di velocità, la nuova B24 - che ora assume ufficialmente l'appellativo di “America”, denominazione che appare anche sul Libretto d'uso e manutenzione – perde molte delle caratteristiche che avevano contraddistinto la prima serie: sparisce il parabrezza superpanoramico (che ora è molto meno avvolgente ad ha i montanti avanzati, quasi verticali), il frontale ha una modellazione meno sinuosa, la parte posteriore della vettura ha un passaruota più accentuato ed una “pinna” più alta e sfuggente, i paraurti sono a lama (non hanno più le singolari “ali”) e appaiono più avvolgenti, la presa d'aria sul cofano è modificata (maggiore larghezza e minore altezza), le portiere (più ampie) hanno le loro brave maniglie ed i tradizionali vetri discendenti, i dischi ruota sono diversi, il cruscotto è meno arrotondato e la strumentazione (ora a due strumenti invece di tre) è del tutto diversa (è la stessa montata sulla B20 coupé quinta serie) e più completa.

Dal punto di vista meccanico, la nuova “convertibile America” - che viene fornita esclusivamente con guida a sinistra - adotta gli organi della B20 quinta serie, a cominciare dal motore, depotenziato, che ora eroga 110 hp (curiosamente, lo stesso valore dei motori montati nel 1955 sugli spider versione USA) e che ha un nuovo profilo dell'albero a camme, canne cilindri in ghisa inamovibili, un nuovo supporto del ventilatore ed un collettore di scarico ridisegnato. Profondamente modificata la trasmissione, dove troviamo il cambio che ha una nuova scatola scomponibile e la quarta marcia in presa diretta, una frizione a comando esterno idraulico, una coppia conica del tipo ipoide e nuovi giunti elastici che sostituiscono quelli a stella, a settori in gomma. Potenziato l'impianto frenante. A seguito delle modifiche meccaniche (ed in particolare dal nuovo cambio di velocità) ma anche di quelle di carrozzeria, il peso della B24 convertibile subisce un incremento molto sostanzioso, di oltre un quintale, che ovviamente penalizza la brillantezza di marcia e che non consente alla Convertibile di andar oltre i 172 km/orari di velocità massima.
Dopo la costruzione di 150 esemplari - avvenuta dal luglio al dicembre 1956 – la produzione si arresta: di lì a qualche mese esce una nuova serie, esteticamente identica ma modificata meccanicamente, in analogia a quanto accade alla “cugina” B20.
Questo il dettaglio delle differenze che contraddistinguono la seconda serie dalla precedente:

a) depotenziamento del motore, da 118 a 110 hp (sempre al regime di 5.000 giri/minuto); da ricordare che la precedente versione già erogava 110 hp nella versione destinata all'esportazione negli Stati Uniti d'America.

b) diminuzione della coppia massima, portata a 17,2 kgm (in precedenza 18,5 kgm).

c) nuove canne cilindri in ghisa (riportate) inamovibili (anziché in ghisa riportate)

d) nuovo profilo dell'albero a camme, con diversi valori di messa in fase della distribuzione.

e) modificato il supporto del ventilatore (modifica deliberata nel settembre 1955, quando stava cessando la produzione dello spider prima serie).

f) ridisegnato il collettore di scarico.

g) nuove candele AC 45 XI oppure Champion N5 oppure Champion NA8.

h) nuova bobina Marelli B200ª (anziché Marelli B5).

i) nuovi giunti elastici alla trasmissione del tipo Gibo (due alle estremità, con funzioni di giunti cardanici e di scorrimento, ed uno centrale, tutti elastici ad anello e muniti di centratore) anziché quelli a stella, a settori in gomma, montati precedentemente.

j) nuova frizione (tipo Fichtel & Sachs a comando esterno idraulico) con maggiore superficie di attrito (cm² 450 invece di 350) e con allungamento corsa pedale (cm 20-25 invece di cm 15-20) .

k) cambio profondamente modificato: nuova scatola cambio scomponibile, quarta in presa diretta (anziché surmoltiplicata) e rapporti altre marce variati, sincronizzatori di maggiori dimensioni, alberi e cuscinetti irrobustiti.

l) coppia conica al ponte ora di tipo ipoide e con rapporto allungato (anche a seguito dei nuovi rapporti al cambio) e portato a 11/41=3,727:1 (precedente 11/47=4,273:1) .

m) variazione dei dati di regolazione della convergenza delle ruote anteriori.

n) diffusi miglioramenti all'impianto frenante: ceppi freni anteriori resi avvolgenti, irrobustimento dei dischi di sostegno, adozione di tamburi in lega d'alluminio con fascia interna in ghisa riportata, superficie totale effettivamente frenante portata a 1760 cm2.

o) guida esclusivamente a sinistra (non più possibile ottenere la guida a destra, neppure su richiesta).

p) adozione di nuovi dischi ruota (resasi necessaria dalla maggiore dimensione del gruppo freni anteriore) .

q) incremento del peso della vettura di oltre un quintale, causata dal nuovo cambio (circa 40 kg in più), dalle modifiche al motore (circa 10 kg in più) e, nell'insieme, dalle modifiche apportate alla carrozzeria ed agli equipaggiamenti; nel complesso il peso della vettura in ordine di marcia, con ruota di scorta ma non rifornita, passa da kg. 1.060 a circa kg 1.200.

r) riduzione delle prestazioni velocistiche, con la velocità massima in quarta marcia che scende da “oltre 180 km/h” (174 km/h nella versione USA) a 172 km/orari.

s) riduzione della capacità di superamento pendenze (in I marcia si scende dal 50% al 37%).

t) diversi valori di pressione di gonfiaggio degli pneumatici.

u) frontale con modellazione meno sinuosa.

v) presa aria sul cofano modificata (maggiore larghezza e minore altezza).

w) parabrezza “normale” (non più “superpanoramico”).

x) portiere più ampie, munite di maniglie.

y) vetri alle portiere discendenti.

z) paraurti di nuovo disegno, a lama (sparite le caratteristiche “ali”) e più avvolgenti; la versione per l'esportazione negli Stati Uniti d'America ha i paraurti con i rostri.

aa) parte posteriore vettura con passaruota più accentuati e “pinne” più alte e sfuggenti.

ab) lieve incremento della lunghezza della vettura (cm 423 invece di 420).

ac) nuovo cruscotto.

ad) adottato lo spruzzatore lavavetro.

ae) nuova strumentazione (“unificata” con quella della contemporanea B20 coupé, e quindi ora comprendente anche: l'orologio, il termometro per la temperatura dell'acqua e la spia per l'insufficiente pressione dell'olio).

af) vano-ripostiglio al cruscotto (definito “portaguanti” nella versione precedente) ora munito di sportello con serratura.

ag) interni vettura in pelle (in parte vera - schienale e cuscino - e in parte finta - retro del sedile, fianchi portiere, inserti vari).

ah) miglioramento all'impianto di riscaldamento dell'abitacolo (ora con doppia regolazione).

ai) nuova gamma colori.

aj) hardtop di nuovo disegno.
| Caratteristiche tecniche Lancia Aurelia convertibile “America” seconda serie - mod. B24S | |
| Motore                                                                                   | tipo "B24”, anteriore, longitudinale, monoblocco; blocco motore in lega leggera, canne cilindri in ghisa (riportate) inamovibili, pistoni in lega d'alluminio a testa piatta; testate in lega d'alluminio con sedi valvole in ghisa riportate; camere di scoppio emisferiche; albero motore molto corto (forato internamente per la lubrificazione) in acciaio speciale, temprato, contrappesato e ruotante su 4 supporti; bielle in acciaio bonificato con boccole perno stantuffo in bronzo; supporti di banco e di biella a guscio sottile in acciaio con riporto in rame-piombo-indio; volano motore in acciaio; motore fissato alla scocca mediante sospensione elastica per 4 punti; peso del motore (senza acqua e senza olio, ma completo di dinamo e motorino di avviamento) kg 160. |
| Numero e posizione cilindri                                                              | 6 cilindri a V (60°). |
| Cilindrata                                                                               | cmc 2451,31 (alesaggio mm 78,00 - corsa mm 85,50). |
| Distribuzione                                                                            | albero a camme centrale (posto cioè nell'angolo formato dalle due file di cilindri) mosso da una catena doppia, a rulli (mantenuta in tensione da un tenditore idraulico automatico); valvole in testa, inclinate (con angolo di 85° tra loro) azionate da aste, bilancieri e punterie (il registro del gioco del comando della valvola si effettua con vite a testa sferica e dado, sul braccio del bilanciere azionato dall'asta) gioco valvole: aspirazione mm 0,25-0,30, scarico mm 0,35-0,40; messa in fase della distribuzione: a) aspirazione: inizio apertura 22° prima del P.M.S. (Punto Morto Superiore), fine chiusura 82° dopo il P.M.I. (Punto Morto Inferiore): b) scarico: inizio apertura: 55° prima del P.M.I., fine chiusura: 23° dopo il P.M.S. |
| Rapporto di compressione                                                                 | 8,00:1. |
| Potenza max                                                                              | 110 hp a 5.000 giri/minuto il regime massimo ammesso è di 5.300 giri/minuto; da notare che la potenza misurata secondo le norme SAE (con motore privato degli organi "accessori" quali il filtro aria, l'impianto di scarico, la pompa dell'acqua, ecc) risulterebbe superiore di circa 6 HP, quindi di 118 HP. |
| Coppia massima                                                                           | 17,2 kgm, a 3.500 giri/minuto. |
| Lubrificazione                                                                           | forzata, con pompa ad ingranaggi (azionata da un alberino verticale calettato sul retro dell'albero a camme) e valvola limitatrice della pressione; filtro “a cartuccia” sul lato sinistro del motore; capacità circuito circa litri 5; manometro pressione olio sul quadro strumentazione (la lancetta deve raggiungere il settore centrale con vettura a 65 km/h in quarta velocità) con spia per pressione insufficiente. |
| Raffreddamento                                                                           | ad acqua, a circolazione forzata con pompa centrifuga, radiatore del tipo a tubetti-lamelle, ventilatore ausiliario (a sei pale) con cinghia trapezoidale azionata dalla puleggia dell'albero della distribuzione; l'impianto è regolato da due termostati, uno posto sulla tubazione (che ha il compito di non lasciar circolare l'acqua sino a quando non abbia raggiunto una certa temperatura) e l'altro posizionato sul radiatore (per comandare la persiana regolatrice, che si apre quando la temperatura dell'acqua sorpassa un determinato valore); capacità circuito (radiatore e motore) litri 10,5. |
| Accensione                                                                               | a spinterogeno; bobina Marelli B200 A; distributore d'accensione Marelli S53C (anticipo fisso 13°/14°, con 5° in più od in meno per esigenze speciali; anticipo automatico 22° in più dell'anticipo fisso)); ordine d'accensione: 1-4-3-6-5-2; candele AC 45 XI oppure Champion N5 (oppure NA-8) con sedi del diametro di mm 14 e passo di mm 1,25; apertura punta candele mm 0,50-0,60; apertura contatti distributore mm 0,42-0,48. |
| Alimentazione                                                                            | un carburatore tipo Weber 40 DCZ 5 doppio corpo invertito munito di dispositivo d'avviamento (starter); spia starter inserita nella strumentazione; pompa meccanica a membrana posta sul lato destro del motore; filtri combustibile: nel serbatoio, nella pompa di mandata, nell'entrata del carburatore e, a bicchiere, sulla pompa di mandata; filtro aria silenziatore, a secco, posto sopra il carburatore; dati di regolazione del carburatore: diffusori mm 26, getti principali mm 1,40 (1,20 secondo alcune fonti), getti del minimo 0,55, freno aria mm 1,60, getto pompa di accelerazione mm 0,80. |
| Impianto elettrico                                                                       | a 12 Volt, batteria 50 Ah, dinamo da 200 Watt (Marelli DN22C-200/12/1700D con regolatore staccato IR 15 A-200/12); spia dinamo inserita nella strumentazione; luci di posizione con lampade a doppio filamento 12V-3/20 W; proiettori con lampade a doppio filamento 12V-45/40 W survoltate; fanalini posteriori con lampade a doppio filamento 12V-3/20 W; illuminazione targa con lampade 12V-5 W UNI 1991; illuminazione quadro apparecchi con lampade 12V-2,5 W (con possibilità di regolazione dell'intensità luminosa); illuminazione interna vettura con lampade 12V-5 W UNI 1991; segnalatori di direzione anteriori e posteriori con lampade 12V-3/20 W; illuminazione interno baule-bagagliaio: con le stesse luci di illuminazione targa.; illuminazione interno cofano con lampada 12V-5 W UNI 1991; tutte le spie inserite nella strumentazione sono con lampade 12V-2,5 W. |
| Trasmissione                                                                             | trazione sulle ruote posteriori; frizione, cambio e differenziale in gruppo unico, ancorato alla scocca e disposto al retrotreno (allo scopo di aumentare il peso gravante sulle ruote posteriori, diminuire quello gravante sulle ruote anteriori e migliorare l'abitabilità eliminando la protuberanza per il cambio tra gli occupanti del sedile anteriore; l'albero di trasmissione è in due tronchi, con supporto centrale elastico e tre giunti tipo Gibo (due alle estremità, con funzioni di giunti cardanici e di scorrimento, ed uno centrale, tutti elastici ad anello e muniti di centratore). |
| Frizione                                                                                 | frizione in blocco unico con cambio e differenziale (blocco unico disposto al retrotreno, come indicato alla voce “trasmissione”) monodisco a secco tipo Fichtel e Sachs con giunto elastico; comando mediante trasmissione idraulica con pompa azionata dal pedale; superficie di attrito cm² 225x2; carico sui dischi kg 380 circa, assicurato da 8 molle cilindriche; corsa a vuoto del pedale mm 20-25; regolazione gioco sul gambo della forcella del cilindro idraulico. |
| Cambio                                                                                   | ; cambio in blocco con frizione e differenziale (blocco unico disposto al retrotreno, come indicato alla voce “trasmissione”) a 4 rapporti + retromarcia; scatola cambio scomponibile; albero primario superiore e albero di rinvio inferiore; II, III e IV marcia sincronizzate; per la I marcia (come per la retromarcia) vi è un accoppiamento a denti diritti con innesto diretto degli ingranaggi; quarta marcia in presa diretta; rapporti: I=3,093; II=2,054, III=1,415; IV=1:1; Retromarcia=3,093; leva di comando, centrale, al pavimento (a cloche) |
| Rapporto al ponte                                                                        | rapporto finale di riduzione, con coppia conica ipoide Gleason 11/41 (3,727:1) |
| Scocca                                                                                   | monoscocca a cassa portante in lamiera d'acciaio. |
| Sospensioni ant.                                                                         | a ruote indipendenti, assale forgiato a trave rigida con sezione a doppio "T; foderi telescopici a cannocchiale (sistema Lancia) con molle ad elica cilindriche ed ammortizzatori idraulici telescopici interni alle molle (regolabili tramite manette posizionate sulle sommità delle sospensioni); dati assale anteriore; a) inclinazione asse fuso a snodo 1°7'- b) inclinazione ruote (camber) 1°51' – c) incidenza: -1° (negativa) – d) convergenza: mm 4-6 (misurata sul cerchio delle ruote, con entrambe le ruote sollevate da terra). |
| Sospensioni post.                                                                        | a ruote semi-indipendenti (schema De-Dion) ; assale rigido ancorato alla struttura mediante due balestre longitudinali per la reazione agli scuotimenti assiali e mediante barra trasversale Panhard incernierata agli estremi per la reazione agli scuotimenti trasversali; semiassi oscillanti; ammortizzatori idraulici telescopici tipo SABIF (non regolabili). |
| Impianto frenante                                                                        | freni d'esercizio (SABIF), a pedale, idraulici ed agenti sulle 4 ruote; freno di stazionamento, a mano, meccanico ed agente sui tamburi delle ruote posteriori; i freni anteriori sono montati normalmente sulle ruote, quelli posteriori sono montati all'uscita dal gruppo frizione-cambio-differenziale; ceppi freni anteriori doppio-avvolgenti (azionati da due cilindretti separati); ceppi freni posteriori avvolgenti-svolgenti (un unico cilindretto aziona un ceppo ad effetto avvolgente ed un ceppo ad effetto svolgente per consentire la frenata in retromarcia); diametro dei tamburi anteriori cm 30, posteriori cm 28; larghezza dei ceppi dei freni anteriori cm 7,5 e posteriori cm 7; tamburi in lega d'alluminio con fascia interna d'attrito in ghisa riportata (rivettata); superficie totale frenante cm² 2640, di cui effettiva delle guarnizioni 1760 cm2; la impugnatura del comando del freno a mano è posizionata sotto il cruscotto; serbatoio freni idraulici posto nel cofano motore, sulla sinistra del radiatore, munito di pompa di pressione costante e tappo di introduzione con astina di livello; corsa massima di frenata: a) pedale a ¾ della corsa, b) freno a mano 4-5 denti. |
| Sterzo                                                                                   | sterzo a vite senza fine e ruota elicoidale; snodi a sfere sul tirante di comando, boccole elastiche sul tirante di accoppiamento; rapporto tra vite e ruota 4/49 (12,25:1); la posizione di guida è a sinistra, senza possibilità di ottenere la guida a destra, neppure su richiesta; volante con corona di metallo rivestito in legno (alcune fonti parlano di “finto legno”) e tre razze in alluminio; diametro del volante cm 42; la posizione del volante è regolabile ed ha un manicotto di bloccaggio (il volante può essere spostato 3 cm avanti e 3 cm indietro rispetto alla posizione normale di montaggio); giri volante per sterzata completa (da tutto a destra a tutto a sinistra) 3 giri e ¾; diametro di sterzata m 10,00. |
| Ruote                                                                                    | a disco, in lamiera stampata, con cerchio da 165 x 400. |
| Pneumatici                                                                               | misure 165x400; Michelin “X” oppure Pirelli “Cinturato”; pressioni gonfiaggio: a) Michelin “X” tra 1,5 ed 1,7 kg/cm² a seconda del tipo di marcia (normale o veloce) ; b) Pirelli “Cinturato” tra 1,7 e 1,8 kg/cm² a seconda del tipo di marcia (normale o veloce). |
| Passo                                                                                    | cm 245,0. |
| Altezza minima da terra                                                                  | cm 15,0 (con vettura carica). |
| Carreggiate anter-poster                                                                 | cm 128,0 anteriormente -cm 130,0 posteriormente. |
| Lunghezza x larghezza x altezza                                                          | vettura (spider) cm 423,0 x cm 155,5 x cm 130,5 (con capote); cm 124,0 circa, senza capote |
| Carrozzeria, arredamenti ed accessori                                                    | carrozzeria: cabriolet 2 porte; 2 posti;frontale vettura con modellazione meno sinuosa; presa aria sul cofano più larga e meno alta; parabrezza “normale” (non più superpanoramico); paraurti a lama (sparite le “ali”) e più avvolgenti (la versione per l'esportazione negli Stati Uniti d'America ha i paraurti con i rostri); parte posteriore vettura con passaruota più accentuati e “pinne” più alte e sfuggenti; capote in tela a struttura tubolare ripiegabile “a scomparsa” nell'apposito vano situato alle spalle dei sedili (che hanno gli schienali ribaltabili per accedervi); porte (più ampie) munite di maniglie interne ed esterne, vetri discendenti e deflettori; interni vettura in pelle (in parte vera - schienale e cuscino - e in parte finta - retro del sedile, fianchi portiere, inserti vari); volante con corona metallica rivestita di legno (alcune fonti parlano di “finto legno”) e tra razze in alluminio, con pulsante centrale per azionamento avvisatore elettroacustico; cruscotto d'intonazione più tradizionale (e quindi meno sportiva), molto simile a quello adottato dalla coupé B20, con due grandi strumenti (in luogo dei tre più piccoli montati precedentemente). sedili: sedili anteriori scorrevoli, con schienali ribaltabili per l'accesso al piccolo vano retrostante nel quale rientra, ripiegata, la capote; nessun sedile posteriormente. vano motore: illuminato (automaticamente, con l'apertura del cofano e chiave in prima o seconda posizione). bagagliaio: apertura vano bagagli dall'interno vettura (comando posto dietro lo schienale del sedile destro); il bagagliaio contiene la ruota di scorta (accessibile alzando il coperchio dell'apposito vano e posizionata orizzontalmente), gli attrezzi in dotazione e la batteria. comandi al volante: nessuno. comandi a pedale: freno, frizione ed acceleratore (quest'ultimo del tipo a suola). comandi sotto al cruscotto (elencati in base alla loro disposizione, da sinistra a destra) : leva sbloccaggio cofano motore, azzeratore contachilometri parziale, aereatore, luci apparecchi, starter, acceleratore a mano, regolatore del riscaldatore, leva freno a mano, luci interne, apertura riscaldatore. comandi al cruscotto (elencati in base alla loro disposizione, da sinistra a destra) : luci proiettori, leva commutatore luci, indicatori di direzione, tergicristallo, servizi ed accensione (ed avviamento) motore (interruttore a chiave), lavavetro, accendisigari. comandi sul pavimento: leva comando cambio, leva rubinetto riserva carburante. strumentazione: riunita in due grandi strumenti circolari (di uguali dimensioni) Jaeger posti a cavallo del piantone dello sterzo; il quadrante di sinistra include: tachimetro da 0 a 220 km/h (con numeri ogni 20 km/h), indicatore livello carburante, manometro olio con spia insufficiente pressione, termometro acqua, spie indicatori di direzione, contachilometri totalizzatore e contachilometri giornaliero azzerabile; il quadrante di destra include: contagiri da 0 a 5500 giri (con numeri ogni 500 giri), orologio, spia luci città, spia dinamo, spia starter (o freno a mano) inserito. accessori: specchio retrovisore orientabile e registrabile, sede per alloggiamento dell'eventuale autoradio, posacenere centrale al cruscotto, vano portaoggetti al cruscotto (munito di sportello, con serratura), deflettori para-aria regolabili ai vetri delle portiere, apparecchio per ventilazione e riscaldamento abitacolo e sbrinamento parabrezza, riscaldatore (ora a doppia regolazione), tergicristallo (due racchette) con arresto automatico in posizione abbassata, spruzzatore lavavetro gamma colori : grigio chiaro (perla), verde chiaro, rosso corsa, avorio, celeste. |
| Peso a vuoto                                                                             | in ordine di marcia e con una ruota di scorta, kg 1.200 circa; in ordine di marcia, completamente rifornita, kg 1.250 circa; peso massimo ammesso, kg 1400 circa;questi pesi sono da intendersi indicativi ed approssimativi, dal momento che le varie fonti consultate discordano in proposito. |
| Serbatoio carburante                                                                     | capacità litri 58, di cui circa 8 di riserva; indicatore livello sul quadro porta-apparecchi del cruscotto; rubinetto riserva (posto sul pavimento, in prossimità del sedile sinistro) a due posizioni (a sinistra= riserva esclusa; a destra=riserva inserita); non è prevista alcuna “spia” riserva carburante. |
| Velocità massima                                                                         | 172 km/h in quarta marcia, velocità massime (Km/h) nelle varie marce: I=55; II=82; III=118; Retromarcia=55. |
| Pendenze massime superabili                                                              | a pieno carico: in prima marcia=37%; in II=23%; in III= 14,5%; in IV=8%. ; in retromarcia 37%. |
| Consumo                                                                                  | calcolato secondo le norme CUNA (in quarta marcia, in piano, ad una velocità costante pari ai 2/3 di quella massima, cioè, nella fattispecie, a circa 120 km/orari): litri 12,7 di supercarburante ogni 100 km (7,87 km/litro). |
| Tassa di circolazione                                                                    | Potenza fiscale in Italia CV 26; bollo di circolazione annuo: Nel 1956/58=Lire 87.486. |
| Prezzo in Italia                                                                         | Nel 1956: Lire 2.822.000 (prezzo di listino, escluse imposte – nella fattispecie I.G.E. ovvero Imposta Generale sulle Entrate – e spese varie d'immatricolazione). |
| Prezzo in Svizzera                                                                       | Nel 1956: Franchi Svizzeri 29.500. |

### Convertibile terza serie B24S
- - Periodo di produzione: dall'inizio del 1957 alla fine del 1958
  - Modelli:
    - tipo B24S, convertibile, 2 porte, 2 posti, con guida a sinistra

  - Motore: tipo B24
  - Numerazione progressiva:
    - tipo B24S: da 1332 a 1702

  - Unità prodotte:
    - tipo B24S: 371
    - totale: 371

- - Caratteristiche principali:
 motore : anteriore a 6 cilindri a V di 2451,31 cm³, potenza 112 hp (118 hp se misurata secondo le norme SAE), valvole in testa; carrozzeria : convertibile-cabriolet 2 porte, 2 posti, scocca portante, sospensioni anteriore a ruote indipendenti, sospensioni posteriori a ruote semi-indipendenti sistema De Dion,trasmissione con trazione alle ruote posteriori, cambio a 4 rapporti+retromarcia;dimensioni e peso: passo cm 245, lunghezza cm 423, larghezza cm 155,5, peso in ordine di marcia, rifornita, kg 1.265 circa;velocità max: 175 km/h

Nei primi mesi del 1957 - quando già sono stati costruiti 150 esemplari di “Convertibili” – la B24 subisce le stesse modifiche meccaniche di cui è oggetto nel medesimo periodo la “cugina” coupé B20 (lieve incremento dei valori di potenza e di coppia, nuovo carburatore, piccola variazione nel rapporto al ponte, altre di minore entità).

Invariata esteticamente, questa terza (ed ultima) serie - che perde almeno ufficialmente la designazione di “America”, termine che sparisce anche dai manuali d'uso e manutenzione - è disponibile per le consegne in Italia a partire dalla primavera del 1957 e rimane in produzione fino al 1958 (ed in listino sino al maggio 1959), totalizzando la bellezza di 371 “pezzi” e risultando in tal modo la “serie” di B24 costruita nel maggior numero di esemplari.
Questo il dettaglio delle differenze che contraddistinguono la terza serie dalla precedente:

a) rapporto di compressione elevato da 8,00:1 a 8,40:1.

b) albero a camme modificato.

c) potenza massima incrementata da 110 a 112 hp (sempre a 5000 giri/minuto); da notare che la potenza misurata secondo le norme SAE (con motore privato degli organi "accessori" quali il filtro aria, l'impianto di scarico, la pompa dell'acqua, ecc) risulterebbe superiore di circa 6 HP, quindi di 118 HP.

d) coppia massima incrementata da 17,2 kgm a 17,5 kgm (sempre a 3500 giri/minuto).

e) adozione di un nuovo carburatore, Weber 40DCL5 in luogo del Weber 40DCZ5.

f) lieve variazione del rapporto al ponte, portato a 13/48=3,692:1 (precedente: 11/41=3,727:1).

g) nuova taratura delle sospensioni.

h) peso lievemente aumentato (da circa 1.250 a 1.265 in ordine di marcia, rifornita).

i) incremento della velocità massima, da 172 a 175 km/orari.

j) lieve incremento della pendenza massima superabile in I marcia, che sale dal 37% al 38%.

k) bagagliaio munito di serratura.

l) comando (sul cruscotto) dello spruzzatore lavavetro spostato alla sinistra del volante di guida
| Caratteristiche tecniche Lancia Aurelia convertibile terza serie - mod. B24S | |
| Motore                                                                       | tipo "B24”, anteriore, longitudinale, monoblocco; blocco motore in lega leggera, canne cilindri in ghisa (riportate) inamovibili, pistoni in lega d'alluminio a testa piatta, con 4 anelli (tre di tenuta ed un raschiaolio); testate in lega d'alluminio con sedi valvole in ghisa riportate; camere di scoppio emisferiche; albero motore molto corto (forato internamente per la lubrificazione) in acciaio speciale, temprato, contrappesato e ruotante su 4 supporti; bielle in acciaio bonificato con boccole perno stantuffo in bronzo; supporti di banco e di biella a guscio sottile in acciaio con riporto in rame-piombo-indio; volano motore in acciaio; motore fissato alla scocca mediante sospensione elastica per 4 punti; peso del motore (senza acqua e senza olio, ma completo di dinamo e motorino di avviamento) kg 160. |
| Numero e posizione cilindri                                                  | 6 cilindri a V (60°). |
| Cilindrata                                                                   | cmc 2451,31 (alesaggio mm 78,00 - corsa mm 85,50). |
| Distribuzione                                                                | albero a camme centrale (posto cioè nell'angolo formato dalle due file di cilindri) mosso da una catena doppia, a rulli (mantenuta in tensione da un tenditore idraulico automatico); valvole in testa, inclinate (con angolo di 85° tra loro) azionate da aste, bilancieri e punterie; diametro delle valvole: aspirazione mm 40, scarico mm 35; (il registro del gioco del comando della valvola si effettua con vite a testa sferica e dado, sul braccio del bilanciere azionato dall'asta) gioco valvole: aspirazione mm 0,25-0,30, scarico mm 0,35-0,40; messa in fase della distribuzione: a) aspirazione: inizio apertura 22° prima del P.M.S. (Punto Morto Superiore), fine chiusura 82° dopo il P.M.I. (Punto Morto Inferiore): b) scarico: inizio apertura: 55° prima del P.M.I., fine chiusura: 23° dopo il P.M.S. |
| Rapporto di compressione                                                     | 8,40:1. |
| Potenza max                                                                  | 112 hp a 5.000 giri/minuto il regime massimo ammesso è di 5.300 giri/minuto; da notare che la potenza misurata secondo le norme SAE (con motore privato degli organi "accessori" quali il filtro aria, l'impianto di scarico, la pompa dell'acqua, ecc) risulterebbe superiore di circa 6 HP, quindi di 118 HP. |
| Coppia massima                                                               | 17,5 kgm, a 3.500 giri/minuto. |
| Lubrificazione                                                               | forzata, con pompa ad ingranaggi (azionata da un alberino verticale calettato sul retro dell'albero a camme) e valvola limitatrice della pressione; filtro “a cartuccia” sul lato sinistro del motore; capacità circuito circa litri 5; manometro pressione olio sul quadro strumentazione (la lancetta deve raggiungere il settore centrale con vettura a 65 km/h in quarta velocità) con spia per pressione insufficiente. |
| Raffreddamento                                                               | ad acqua, a circolazione forzata con pompa centrifuga, radiatore del tipo a tubetti-lamelle, ventilatore ausiliario (a sei pale) con cinghia trapezoidale azionata dalla puleggia dell'albero della distribuzione; l'impianto è regolato da due termostati, uno posto sulla tubazione (che ha il compito di non lasciar circolare l'acqua sino a quando non abbia raggiunto una certa temperatura) e l'altro posizionato sul radiatore (per comandare la persiana regolatrice, che si apre quando la temperatura dell'acqua sorpassa un determinato valore); capacità circuito (radiatore e motore) litri 10,5. |
| Accensione                                                                   | a spinterogeno; bobina Marelli B200 A; distributore d'accensione Marelli S53C (anticipo fisso 13°/14°, con 5° in più od in meno per esigenze speciali; anticipo automatico 22° in più dell'anticipo fisso)); ordine d'accensione: 1-4-3-6-5-2; candele AC 45 XI oppure Champion N5 (oppure NA-8) con sedi del diametro di mm 14 e passo di mm 1,25; apertura punta candele mm 0,50-0,60; apertura contatti distributore mm 0,42-0,48. |
| Alimentazione                                                                | un carburatore tipo Weber 40 DCL 5 doppio corpo invertito munito di dispositivo d'avviamento (starter); spia starter inserita nella strumentazione; pompa meccanica a membrana posta sul lato destro del motore; filtri combustibile: nel serbatoio, nella pompa di mandata, nell'entrata del carburatore e, a bicchiere, sulla pompa di mandata; filtro aria silenziatore, a secco, posto sopra il carburatore; dati di regolazione del carburatore: diffusori mm 25, getti principali mm 1,35, getti del minimo 0,55, freno aria mm 1,60, getto pompa di accelerazione mm 0,65. |
| Impianto elettrico                                                           | a 12 Volt, batteria 50 Ah, dinamo da 200 Watt (Marelli DN22C-200/12/1700D con regolatore staccato IR 15 A-200/12); spia dinamo inserita nella strumentazione; luci di posizione con lampade a doppio filamento 12V-3/20 W; proiettori con lampade a doppio filamento 12V-45/40 W survoltate; fanalini posteriori con lampade a doppio filamento 12V-3/20 W; illuminazione targa con lampade 12V-5 W UNI 1991; illuminazione quadro apparecchi con lampade 12V-2,5 W (con possibilità di regolazione dell'intensità luminosa); illuminazione interna vettura con lampade 12V-5 W UNI 1991; segnalatori di direzione anteriori e posteriori con lampade 12V-3/20 W; illuminazione interno baule-bagagliaio: con le stesse luci di illuminazione targa.; illuminazione interno cofano con lampada 12V-5 W UNI 1991; tutte le spie inserite nella strumentazione sono con lampade 12V-2,5 W. |
| Trasmissione                                                                 | trazione sulle ruote posteriori; frizione, cambio e differenziale in gruppo unico, ancorato alla scocca e disposto al retrotreno (allo scopo di aumentare il peso gravante sulle ruote posteriori, diminuire quello gravante sulle ruote anteriori e migliorare l'abitabilità eliminando la protuberanza per il cambio tra gli occupanti del sedile anteriore; l'albero di trasmissione è in due tronchi, con supporto centrale elastico e tre giunti tipo Gibo (due alle estremità, con funzioni di giunti cardanici e di scorrimento, ed uno centrale, tutti elastici ad anello e muniti di centratore). |
| Frizione                                                                     | frizione in blocco unico con cambio e differenziale (blocco unico disposto al retrotreno, come indicato alla voce “trasmissione”) monodisco a secco tipo Fichtel e Sachs con giunto elastico; comando mediante trasmissione idraulica con pompa azionata dal pedale; superficie di attrito cm² 225x2; carico sui dischi kg 380 circa, assicurato da 8 molle cilindriche; corsa a vuoto del pedale mm 20-25; regolazione gioco sul gambo della forcella del cilindro idraulico. |
| Cambio                                                                       | ; cambio in blocco con frizione e differenziale (blocco unico disposto al retrotreno, come indicato alla voce “trasmissione”) a 4 rapporti + retromarcia; scatola cambio scomponibile; albero primario superiore e albero di rinvio inferiore; II, III e IV marcia sincronizzate; per la I marcia (come per la retromarcia) vi è un accoppiamento a denti diritti con innesto diretto degli ingranaggi; quarta marcia in presa diretta; rapporti: I=3,093; II=2,054, III=1,415; IV=1:1; Retromarcia=3,093; leva di comando, centrale, al pavimento (a cloche) |
| Rapporto al ponte                                                            | rapporto finale di riduzione, con coppia conica ipoide Gleason 13/48 (3,692:1) |
| Scocca                                                                       | monoscocca a cassa portante in lamiera d'acciaio. |
| Sospensioni ant.                                                             | a ruote indipendenti, assale forgiato a trave rigida con sezione a doppio "T; foderi telescopici a cannocchiale (sistema Lancia) con molle ad elica cilindriche ed ammortizzatori idraulici telescopici interni alle molle (regolabili tramite manette posizionate sulle sommità delle sospensioni); dati assale anteriore; a) inclinazione asse fuso a snodo 1°7'- b) inclinazione ruote (camber) 1°51' – c) incidenza: -1° (negativa) – d) convergenza: mm 4-6 (misurata sul cerchio delle ruote, con entrambe le ruote sollevate da terra). |
| Sospensioni post.                                                            | a ruote semi-indipendenti (schema De-Dion) ; assale rigido ancorato alla struttura mediante due balestre longitudinali per la reazione agli scuotimenti assiali e mediante barra trasversale Panhard incernierata agli estremi per la reazione agli scuotimenti trasversali; semiassi oscillanti; ammortizzatori idraulici telescopici tipo SABIF (non regolabili). |
| Impianto frenante                                                            | freni d'esercizio (SABIF), a pedale, idraulici ed agenti sulle 4 ruote; freno di stazionamento, a mano, meccanico ed agente sui tamburi delle ruote posteriori; i freni anteriori sono montati normalmente sulle ruote, quelli posteriori sono montati all'uscita dal gruppo frizione-cambio-differenziale; ceppi freni anteriori doppio-avvolgenti (azionati da due cilindretti separati); ceppi freni posteriori avvolgenti-svolgenti (un unico cilindretto aziona un ceppo ad effetto avvolgente ed un ceppo ad effetto svolgente per consentire la frenata in retromarcia); diametro dei tamburi anteriori cm 30, posteriori cm 28; larghezza dei ceppi dei freni anteriori cm 7,5 e posteriori cm 7; tamburi in lega d'alluminio con fascia interna d'attrito in ghisa riportata (rivettata); superficie totale frenante cm² 2640, di cui effettiva delle guarnizioni 1760 cm2; la impugnatura del comando del freno a mano è posizionata sotto il cruscotto; serbatoio freni idraulici posto nel cofano motore, sulla sinistra del radiatore, munito di pompa di pressione costante e tappo di introduzione con astina di livello; corsa massima di frenata: a) pedale a ¾ della corsa, b) freno a mano 4-5 denti. |
| Sterzo                                                                       | sterzo a vite senza fine e ruota elicoidale; snodi a sfere sul tirante di comando, boccole elastiche sul tirante di accoppiamento; rapporto tra vite e ruota 4/49 (12,25:1); la posizione di guida è a sinistra, senza possibilità di ottenere la guida a destra, neppure su richiesta; volante con corona di metallo rivestito in legno (alcune fonti parlano di “finto legno”) e tre razze in alluminio; diametro del volante cm 42; la posizione del volante è regolabile ed ha un manicotto di bloccaggio (il volante può essere spostato 3 cm avanti e 3 cm indietro rispetto alla posizione normale di montaggio); giri volante per sterzata completa (da tutto a destra a tutto a sinistra) 3 giri e ¾; diametro di sterzata m 10,00. |
| Ruote                                                                        | a disco, in lamiera stampata, con cerchio da 165 x 400. |
| Pneumatici                                                                   | misure 165x400; Michelin “X” oppure Pirelli “Cinturato”; pressioni gonfiaggio: a) Michelin “X” tra 1,5 ed 1,7 kg/cm² a seconda del tipo di marcia (normale o veloce) ; b) Pirelli “Cinturato” tra 1,7 e 1,8 kg/cm² a seconda del tipo di marcia (normale o veloce). |
| Passo                                                                        | cm 245,0. |
| Altezza minima da terra                                                      | cm 15,0 (con vettura carica). |
| Carreggiate anter-poster                                                     | cm 128,0 anteriormente -cm 130,0 posteriormente. |
| Lunghezza x larghezza x altezza                                              | vettura (spider) cm 423,0 x cm 155,5 x cm 130,5 (con capote alzata); cm 124 circa (senza capote) |
| Carrozzeria, arredamenti ed accessori                                        | carrozzeria: cabriolet 2 porte; 2 posti;; paraurti, normali, a lama (la versione per l'esportazione negli Stati Uniti d'America ha i paraurti con i rostri); capote in tela a struttura tubolare ripiegabile “a scomparsa” nell'apposito vano situato alle spalle dei sedili (che hanno gli schienali ribaltabili per accedervi); porte munite di maniglie interne ed esterne, vetri discendenti e deflettori; interni vettura in pelle (in parte vera - schienale e cuscino - e in parte finta - retro del sedile, fianchi portiere, inserti vari); volante con corona metallica rivestita di legno (alcune fonti parlano di “finto legno”) e tra razze in alluminio, con pulsante centrale per azionamento avvisatore elettroacustico; cruscotto d'intonazione tradizionale molto simile a quello adottato dalla coupé B20, con due grandi strumenti. sedili: sedili anteriori scorrevoli, con schienali ribaltabili per l'accesso al piccolo vano retrostante nel quale rientra, ripiegata, la capote; nessun sedile posteriormente. vano motore: illuminato (automaticamente, con l'apertura del cofano e chiave in prima o seconda posizione). bagagliaio: apertura vano bagagli dall'interno vettura (comando posto dietro lo schienale del sedile destro); serratura esterna; il bagagliaio contiene la ruota di scorta (accessibile alzando il coperchio dell'apposito vano e posizionata orizzontalmente), gli attrezzi in dotazione e la batteria. comandi al volante: nessuno. comandi a pedale: freno, frizione ed acceleratore (quest'ultimo del tipo a suola). comandi sotto al cruscotto (elencati in base alla loro disposizione, da sinistra a destra) : leva sbloccaggio cofano motore, azzeratore contachilometri parziale, aereatore, luci apparecchi, starter, acceleratore a mano, regolatore del riscaldatore, leva freno a mano, luci interne, apertura riscaldatore. comandi al cruscotto (elencati in base alla loro disposizione, da sinistra a destra) : luci proiettori, leva commutatore luci, lavavetro, indicatori di direzione, tergicristallo, servizi ed accensione (ed avviamento) motore (interruttore a chiave), accendisigari. comandi sul pavimento: leva comando cambio, leva rubinetto riserva carburante. strumentazione: riunita in due grandi strumenti circolari (di uguali dimensioni) Jaeger posti a cavallo del piantone dello sterzo; il quadrante di sinistra include: tachimetro da 0 a 220 km/h (con numeri ogni 20 km/h), indicatore livello carburante, manometro olio con spia insufficiente pressione, termometro acqua, spie indicatori di direzione, contachilometri totalizzatore e contachilometri giornaliero azzerabile; il quadrante di destra include: contagiri da 0 a 5500 giri (con numeri ogni 500 giri), orologio, spia luci città, spia dinamo, spia starter (o freno a mano) inserito. accessori: specchio retrovisore orientabile e registrabile, sede per alloggiamento dell'eventuale autoradio, posacenere centrale al cruscotto, vano portaoggetti al cruscotto (munito di sportello, con serratura), deflettori para-aria regolabili ai vetri delle portiere, apparecchio per ventilazione e riscaldamento abitacolo e sbrinamento parabrezza, riscaldatore (ora a doppia regolazione), tergicristallo (due racchette) con arresto automatico in posizione abbassata, spruzzatore lavavetro |
| Peso a vuoto                                                                 | in ordine di marcia e con una ruota di scorta, kg 1.215; in ordine di marcia, completamente rifornita, 1.270 kg circa; peso massimo ammesso, kg 1420 |
| Serbatoio carburante                                                         | capacità litri 58, di cui circa 8 di riserva; sportello per rifornimento provvisto di serratura (la chiave è la stessa utilizzata per l'interruttore di accensione e per la portiera lato guida); indicatore livello sul quadro porta-apparecchi del cruscotto; rubinetto riserva (posto sul pavimento, in prossimità del sedile sinistro) a due posizioni (a sinistra= riserva esclusa; a destra=riserva inserita); non è prevista alcuna “spia” riserva carburante. |
| Velocità massima                                                             | 175 km/h in quarta marcia, velocità massime (km/h) nelle varie marce: I=55; II=83; III=120; Retromarcia=55. |
| Pendenze massime superabili                                                  | a pieno carico: in prima marcia=38%; in II=24%; in III= 15%; in IV=8% ; in retromarcia 38%. |
| Consumo                                                                      | calcolato secondo le norme CUNA (in quarta marcia, in piano, ad una velocità costante pari ai 2/3 di quella massima, cioè, nella fattispecie, a circa 120 km/orari): 12,7 litri di supercarburante (minimo 92 ottani) ogni 100 km (7,87 km/litro). |
| Tassa di circolazione                                                        | Potenza fiscale in Italia 26 CV; bollo di circolazione annuo: Nel 1957/58=Lire 87.486. |
| Prezzo in Italia                                                             | Lire 2.862.000 (prezzo di listino, escluse imposte – nella fattispecie I.G.E. ovvero Imposta Generale sulle Entrate – e spese varie d'immatricolazione); il prezzo "su strada" sale pertanto a Lire 2.964.000 circa Accessori a richiesta: autoradio Lire 130.000; cupoletta rigida (hardtop) Lire 180.000 |
| Prezzo in Svizzera                                                           | Nel marzo 1958: Franchi Svizzeri 29.500 Nel marzo 1959: Franchi Svizzeri 25.300. |